# František Zatloukal

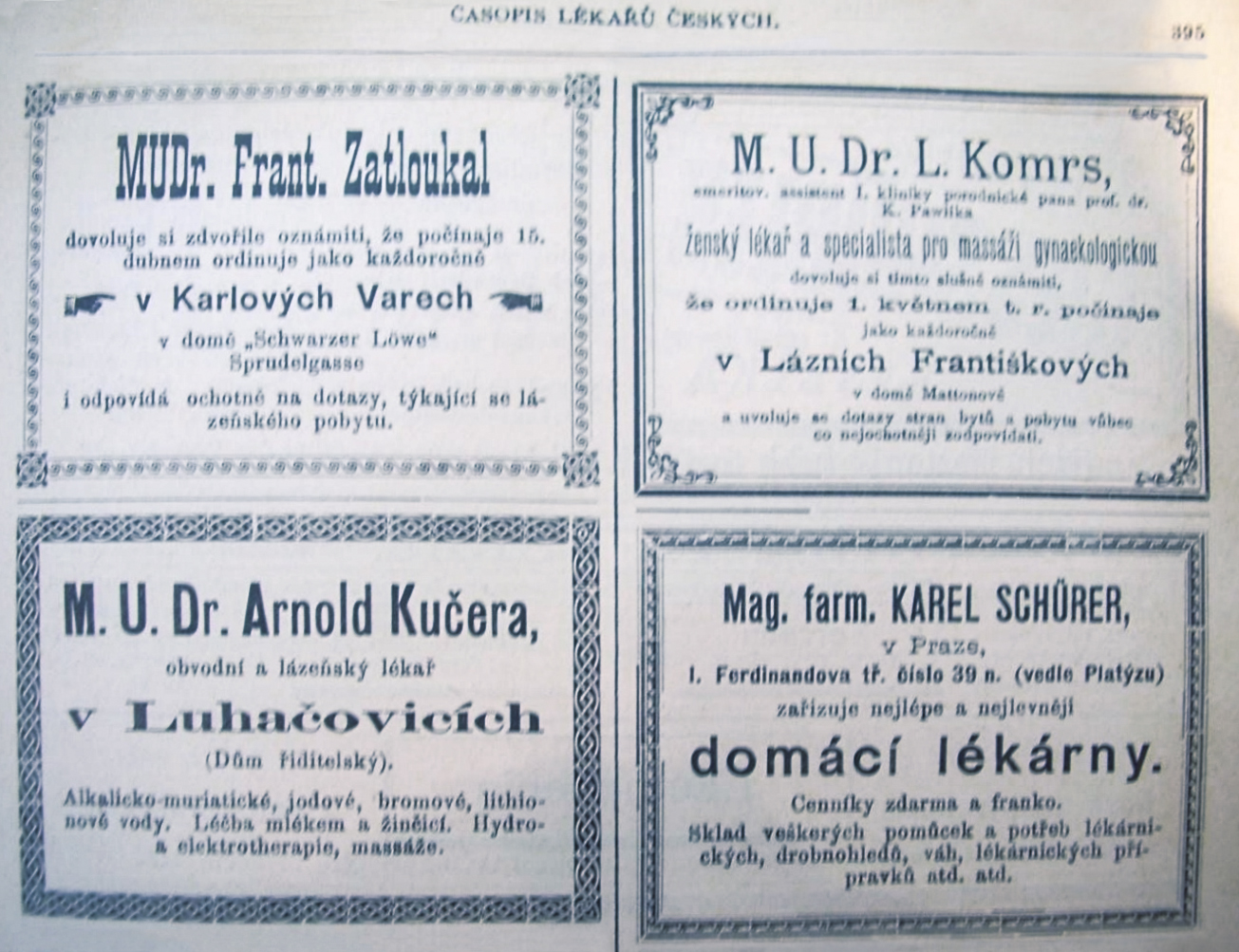
Inzerát doktora Františka Zatloukala v inzerci lázeňských lékařů z roku 1895 v ČASOPISE LÉKAŘŮ ČESKÝCH

František Zatloukal (2. dubna 1863, Doubravice u Mohelnice – 2. dubna 1926, Plzeň) byl lékař, urolog a balneolog. Téměř celý profesní život věnoval karlovarskému lázeňství, v Karlových Varech působil v letech 1894–1926, je autor prvního českého průvodce po Karlových Varech a okolí. Byl velký český vlastenec.

## Mládí a studium
Narodil se 2. dubna 1863 na Moravě v Doubravici u Mohelnice do rodiny statkáře Františka. Gymnázium vystudoval ve Valašském Meziříčí, medicínu pak na Univerzitě Karlově v Praze a Univerzitě v Innsbruku. Promován byl v Praze roku 1889. Jako aspirant c. k. vojenského sboru byl jmenován c. k. aktivním vrchním lékařem a na tři roky byl přidělen do vojenské nemocnice v Josefově, kde vykonával aktivní vojenskou službu.

## Profesní kariéra
Po ukončení vojenské službv vstoupil jako pluk. lékař do zálohy a po dva roky zastával místo lázeňského lékaře v tehdy populárních lázních v Rožnově pod Radhoštěm, kde se léčila tuberkulóza plic. Zde poznal významného balneologa, doktora Vladimíra Mladějovského (1866–1935), pozdějšího profesora balneologie na Univerzitě Karlově. Ten začínajícího Františka Zatloukala výrazně ovlivnil, zajímal se pak o komplexní léčení vodoléčbou a tělesným cvičením.
Od roku 1894 vykonával praxi v Karlových Varech. Bylo to v období velkého rozmachu lázní, které právě prožívaly svůj tzv. „Zlatý věk“. Doktor Zatloukal přišel do lázeňského města kompletně německého. Jediným českým lékařem zde byl tehdy doktor Emanuel Engel, a po dvou letech doplnil trojici českých lékařů doktor Vincenc Janatka. Zatloukal se rozhodl usnadnit českým klientům orientaci v lázeňském městě a jeho okolí a sestavil českého průvodce s názvem „Karlovy Vary a jejich léčivý význam“. Kniha se setkala s velkým zájmem, takže vyšla znovu v rozšířeném vydání a později ještě v anglickém, německém a ruském překladu. Publikace přivedly do Zatloukalovy ordinace mnoho nových pacientů. Převážnou část jeho klientely tvořili bohatí Rusové.
Lázně bývaly tehdy sezónní záležitostí V zimním období navštěvoval doktor Zatloukal přední univerzitní ústavy a kliniky – v Praze, Vídni, Innsbrucku, Berlíně, Paříži, Londýně, Petrohradě, Moskvě aj. – a získával nové znalosti a zkušenosti. Ve svém zájmu a především kvůli svým pacientům chtěl být obeznámen se všemi novými informacemi svého vědeckého oboru, kterému se věnoval již na univerzitě. Byla to urologie. Ve své lázeňské praxi se pak zajímal o diagnostiku chorob vyšetřením moči. V Karlových Varech založil Ministerský autorizovaný lékařsko-chemický a bakteriologický výzkumný ústav se sídlem ve Vřídelní ulici. V pozdější době pracoval v tomto ústavu celoročně. Své poznatky a zkušenosti sepsal v publikaci Urologie – Praktická příručka klinického vyšetřování moči k diagnostickým účelům, která byla návodem k chemickému, mikroskopickému a bakteriologickému vyšetření moči.
Své ordinace míval vždy nedaleko pramenů, v Mlýnské nebo Vřídelní ulici, např. v roce 1895 v domě Černý lev a od roku 1911 trvale v domě Korunní princ. V posledním roce svého života měl ordinaci na nové, reprezentativní Sadové ulici. Doktor František Zatloukal věnoval většinu života a úsilí karlovarskému lázeňství. Zemřel v dubnu 1926 v Plzni.

## Společenský život českých a slovanských návštěvníků lázní
O společenský život českých a slovanských klientů se v Karlových Varech staral český vlastenecký spolek Slovanská beseda, založený v roce 1881 z iniciativy lázeňských hostů. Jeho prvním starostou se stal doktor Emanuel Engel. Po jeho smrti v roce 1907 zaujal místo Vincenc Janatka a od roku 1913 pak František Zatloukal. Ten vždy v německých Karlových Varech vystupoval jako neohrožený český vlastenec, což mu přinášelo nemalé problémy. Němečtí lékaři se ho snažili společensky i odborně znemožnit, ale jeho převážně ruská klientela mu zůstávala věrná.
Od roku 1903 sloužil české kulturně-osvětové činnosti v Karlových Varech dům Slovanské besedy; v roce 1958 byl prohlášen za kulturní památku.

## Publikační činnost
Mimo četných pojednání různého obsahu napsal František Zatloukal tyto práce:
- Karlovarská léčba a její význam – 1896
- Průvodce po Karlových Varech – 1896
- Karlovy Vary a jejich léčivý význam – 1897, III. vydání, později též anglicky, německy a rusky
- Carlsbad and its therapeutical importance – II. vydání
- Karlsbad und seine therapeutische Bedeutung – 1906
- Urologie. Tisíc případů Glucosurie – 1907

## Ocenění
František Zatloukal dostal od své věrné ruské klientely mnoho poct a řádů, např."
- Nejvyšší uznání za léčení ruských důstojníků raněných v rusko-japonské válce – od Jejího Veličenstva ruské carovny, vdovy
- Záslužná medaile ruské Společnosti Červeného kříže.